# 1-Hentriacontanol
1-Hentriacontanol ist eine chemische Verbindung aus der Gruppe der Wachsalkohole.

## Vorkommen
1-Hentriacontanol kommt wie 16-Hentriacontanol in Wachsen verschiedenen Ursprungs vor, vorzugsweise als Palmitat. So zum Beispiel im Bienen- und Carnaubawachs.

## Gewinnung und Darstellung
1-Hentriacontanol kann durch Saponifikation des Esters mit Kaliumhydroxid gewonnen werden.

## Eigenschaften
1-Hentriacontanol ist ein farbloser Feststoff.